# 東アジアの奇跡

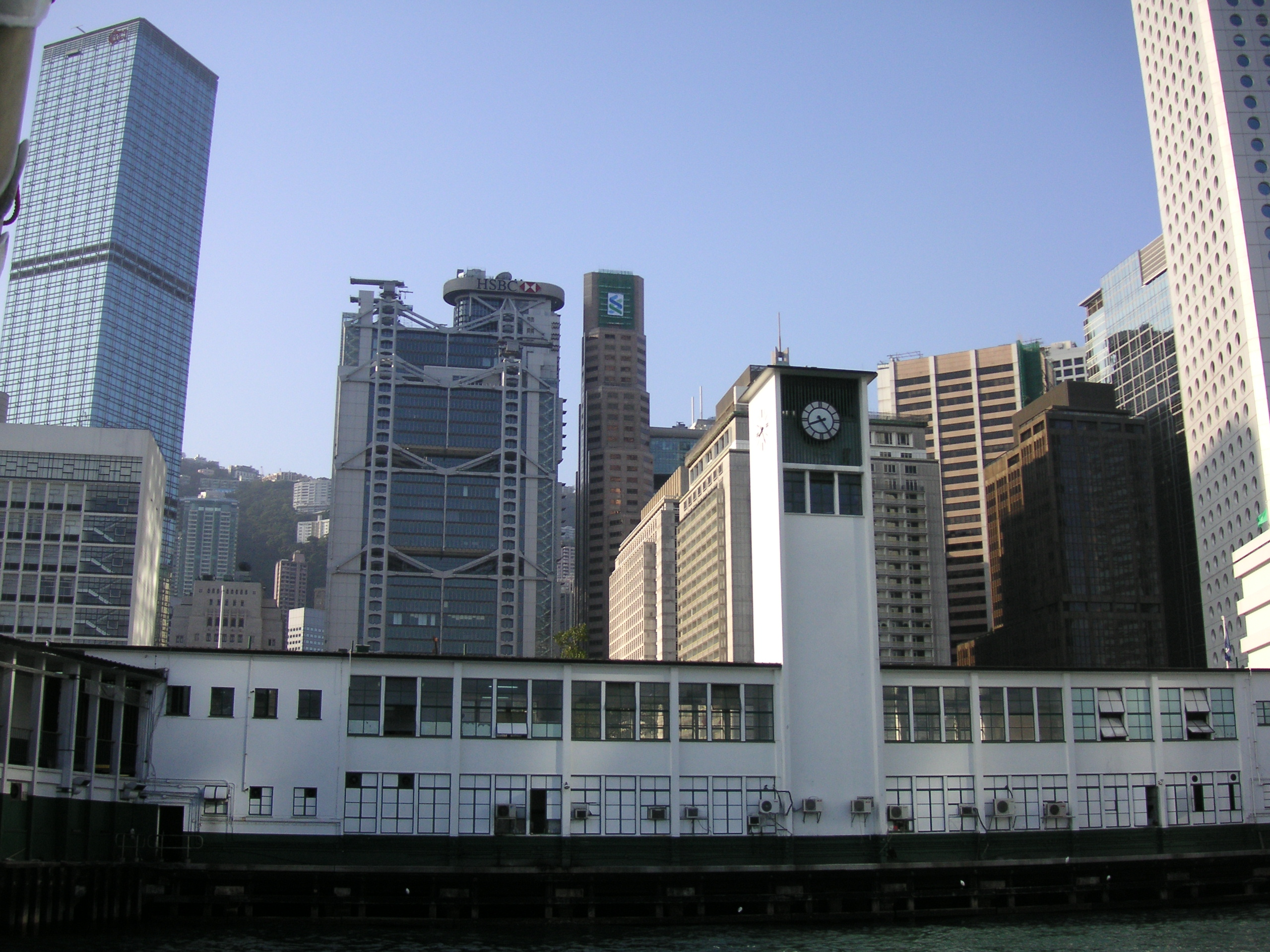
香港、中環のビジネス街

東アジアの奇跡（ひがしアジアのきせき）とは、1965年から1997年までに東アジア（東南アジアを含む）の国々が急速な経済成長を遂げた現象。日本では以前、東洋の奇跡（とうようのきせき）と呼ばれていた。
1993年に世界銀行が発表した『東アジアの奇跡-経済成長と政府の役割』（EAST ASIA MIRACLE:Economic Growth and Public Policy、A World Bank Research Report）で報告した。

## 概要
第二次世界大戦以後の世界経済において20年間程度の短期間に急速に経済成長した国々が幾つかあるが、このうち東アジアの23カ国は1965年から1991年の間に一人当たりのGNPが5.5%と南アジア地域、中東、地中海地域、サハラ以南のアフリカ、OECD諸国、ラテンアメリカ、カリブ海地域などと比べ格段に成長を遂げた。
世界銀行では東アジアの国々のなかで日本と、アジアNIEs4カ国（韓国、台湾、香港、シンガポール）と、ASEANのうち3カ国（インドネシア、マレーシア、タイ）の、以上8カ国をHPAEs（High-Performing Asia Economics）として取り上げ、そのうち日本とアジアNIEs4カ国を高度成長と不平等の減少を同時に成し遂げた最も公平な国々としている。またアジアNIEs4カ国のことを特に「アジア四小龍」「4匹の虎」などと呼ぶ場合もある。
また、この地域の急激な成長により個人のGDPも増加しその値が旧共産圏の東ヨーロッパ諸国並みとなる。その後も成長の可能性を示す数値や市場の動向もあり、東ヨーロッパ諸国のエリート層がショックを受け後の東欧革命の遠因の一つになったとされている。

## 成長の要因
成長の要因として、基礎的条件整備をしたことが主因であり、国内投資と人的資本の伸びが経済成長の大きなエンジンとなった。高水準の貯蓄率が国内投資を支えた。

## 「東アジアの奇跡」の終わり
世界銀行が「東アジアの奇跡」を発表した1993年から翌1994年に日本では失われた10年が始まり、さらに1997年にはアジア通貨危機（金融危機）が発生し、この年の成長率はタイをはじめとした東南アジア諸国、韓国などでマイナスとなり、1990年代には概ね東アジア諸国はそれまでの成長路線の修正を余儀なくされ、対照的にアメリカ合衆国の経済はニューエコノミーと呼ばれる史上最長（戦時下を除く）の好景気を謳歌した。1994年の時点でアメリカの経済学者ポール・クルーグマンは「東アジア奇跡の神話」で資本や労働の物的投入量に頼る東アジアの成長は持続しないと断じていた。2000年代に入ると、1990年代から高成長を続けて世界第二の経済大国になった中華人民共和国が東アジアに現れて「東アジアの奇跡の再来」と評されるも、世界第三の経済大国となった日本などは低成長が続いた。